# NGC 1452
NGC 1452 في الفهرس العام الجديد، هي مجرة، تقع في كوكبة النهر. اكتشفت في 6 أكتوبر 1785 بواسطة ويليام هيرشل.

## روابط خارجية
- NGC 1452 على موقع ويكي سكاي: DSS2, SDSS, GALEX, IRAS, Hydrogen α, X-Ray, Astrophoto, Sky Map, Articles and images